# Friedrich Kellner
August Friedrich Kellner (Vaihingen un der Enz, Alemanha, 1 de fevereiro de 1885 –  Lich, Alemanha, 4 de novembro de 1970) Foi um social-democrata alemão, inspetor de justiça e autor de um diário escrito secretamente durante o domínio do Terceiro Reich. Depois da guerra, Kellner explicou o propósito de sua obra:
«Eu não podia lutar contra o regime Nazista no presente, pois tinham o poder de silenciar minha voz. Assim decidi lutar contra eles no futuro, daria as gerações futuras uma arma contra qualquer ressurgimento desse mal, meus diários registram os atos bárbaros que praticaram.»
«Se Hitler ganhasse a guerra, ele reescreveria a história a fim de encobrir seus atos bárbaros, se perdesse a guerra seus seguidores diminuiriam os seus atos a fim de se protegerem.»

## Biografia

### Família e educação
August Friedrich Kellner nasceu em primeiro de fevereiro de 1885 em Vaihingen un der Enz, em Baden-Württemberg. Foi o único filho de Georg Friedrich Kellner, un padeiro da aldeia de Arnstadt, em Turíngia, e de Barbara Wilhelmine Vaigle, de Bissingen un der Enz. Os pais de Friedrich pertenciam a fé evangélica luterana. 
Quando Friedrich tinha quatro anos de idade, sua família se mudou para Mogúncia onde seu pai assumiu o ofício de padeiro em "Goebels Zuckerwerk". Em dezembro de 1902, com 17 anos, Friedrich Kellner graduou-se no instituto secundário Goethe. Começou a trabalhar como aprendiz de escritório no palácio de Justiça de Mainz. Trabalhou ali de 1903 até 1933, primeiro com secretário, depois como contador e finalmente como inspetor de justiça.

### Serviço militar e casamento
Em 1907 e 1908 Friedrich Kellner cumpriu o serviço militar na reserva da Sexta Companhia de Infantaria de Leibregiments Grossherzogin (3. Grossherzoglich Hessisches) Nr. 117 em Mogúncia. 
Em 1913 Friedrich Kellner se casou com Pauline Preuss, de Mogúncia. Seu único filho, Karl Friedrich Wilhelm Kellner, nasceu três anos mais tarde.
Quando explodiu a Primeira Guerra Mundial (1914), Friedrich Kellner foi chamado de novo ao serviço da ativa como oficial substituto no regimento de infantaria de Prinz Carl (regimento de 4. Grossherzoglich Hessisches) Nr. 118, em Worms. Lutou na França no Marne, foi ferido perto Reims e enviado ao hospital de St. Rochus, em Maguncia, para recuperar-se.

### Ativismo político
Apesar de sua lealdade ao Cáiser, Friedrich Kellner aplaudiu o nascimento da democracia alemã depois da guerra. Se converteu em um organizador político do principal partido político, o Partido Social-Democrata da Alemanha (SPD). Desde os primeiros dias da República de Weimar, advertiu o perigo dos extremismos, tais como o comunistas e os nacional-socialistas. Em suas manifestações, Kellner sustentava o livro de Adolf Hitler, Mein Kampf, e gritava a multidão: "Gutenberg, tua imprensa foi violada por este malvado livro." Em mais de uma ocasião Kellner foi golpeado e ameaçado o por ter expressado sua opinião contra o regime.
Duas semanas antes de Adolf Hitler tomar juramento como Chanceler, e antes de iniciar-se a monstruosa perseguição contra os opositores políticos do regime, Friedrich Kellner se mudou, pela sua segurança e de sua esposa e filho ao interior do país, para a aldeia de Laubach-Hesse, onde trabalhou como inspetor de justiça.
Em 1935 seu filho foi para os Estados Unidos da América para evitar de ser alistado no exército de Hitler. Durante o pogrom de novembro de 1938, conhecido como Kristallnacht (Noite dos cristais), Friedrich e Pauline Kellner tentaram ajudar a seus vizinhos judeus. Os Kellner foram advertidos de que seriam enviados a um campo de concentração caso continuassem sendo uma "má influência" para o população.
Como não podia mais continuar de forma aberta com sua resistência, Friedrich Kellner confiou seus pensamentos em seu diário. Queria que seu filho e as gerações futuras soubessem que a democracia deve sempre resistir às ditaduras.
No final da guerra o diário de Friedrich Kellner tinha 861 páginas organizadas em dez volumes.

### Depois da guerra
Depois da guerra, Friedrich Kellner ajudou a reconstruir o SPD em Laubach, e tornou-se presidente regional do partido. Em 1945 e 1946 foi assessor do prefeito de Laubach, e a partir de 1956 a 1960 foi o primeiro conselheiro do povoado e novamente assessor do prefeito. 
Em 1968 Friedrich Kellner entregou os dez volumes de seu diário a seu neto estado-unidense, el professor Robert Scott Kellner, para que o traduzisse e o publicasse. 
Em 4 de novembro de 1970, Friedrich Kellner morreu e foi enterrado ao lado de sua esposa no cemitério principal de Mainz.

## Obra

### O Diário

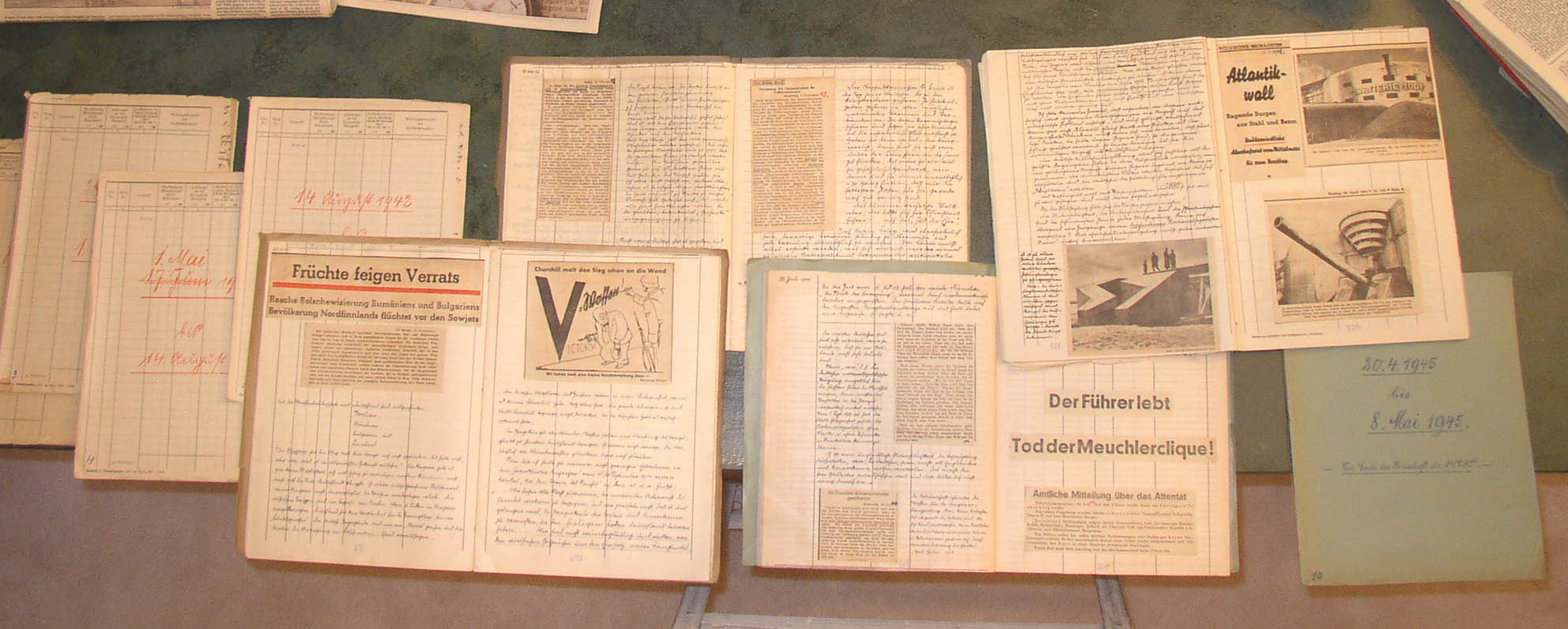
Os Diário de Friedrich Kellner

O diário é composto de 10 volumes e 861 páginas. Contém 676 entradas fechadas individualmente em escrita Sütterlin e mais de 500 recortes de jornais da época.
Kellner queria que sua anotações não só destacassem as crueldades dos acontecimentos daqueles anos, mas que servissem de guia para as futuras gerações se prevenirem contra o totalitarismo, oferecendo uma resistência firme e implacável contra qualquer ideologia ameaçasse a liberdade e o valor sagrado da vida humana.
Para honrar o legado de seu avô, e combater o ressurgimento de regimes totalitários e do antissemitismo, além de rebater as negações do Holocausto, Robert Scott Kellner ofereceu ao presidente do Irã, Mahmoud Ahmadinejad, um exemplar do diário.

## Filmografia
Filmes para a televisão
- Os Diários de Friedrich Kellner - 2007
- O Mundo.Doc de sábado, 29 de agosto, em memória pelo aniversário de 70 anos da Segunda Guerra Mundial, exibe o documentário inédito Os Diários de Friedrich Kellner. O filme revela as atrocidades do nazismo testemunhadas bem de perto, no dia-a-dia do soldado. Além dos diários de Friedrich, a produção acompanha a vida de seu neto, Robert Scott Kellner, que atualmente usa as denúncias do avô para alertar as pessoas sobre ideias totalitárias.